# Kolumba ze Sens

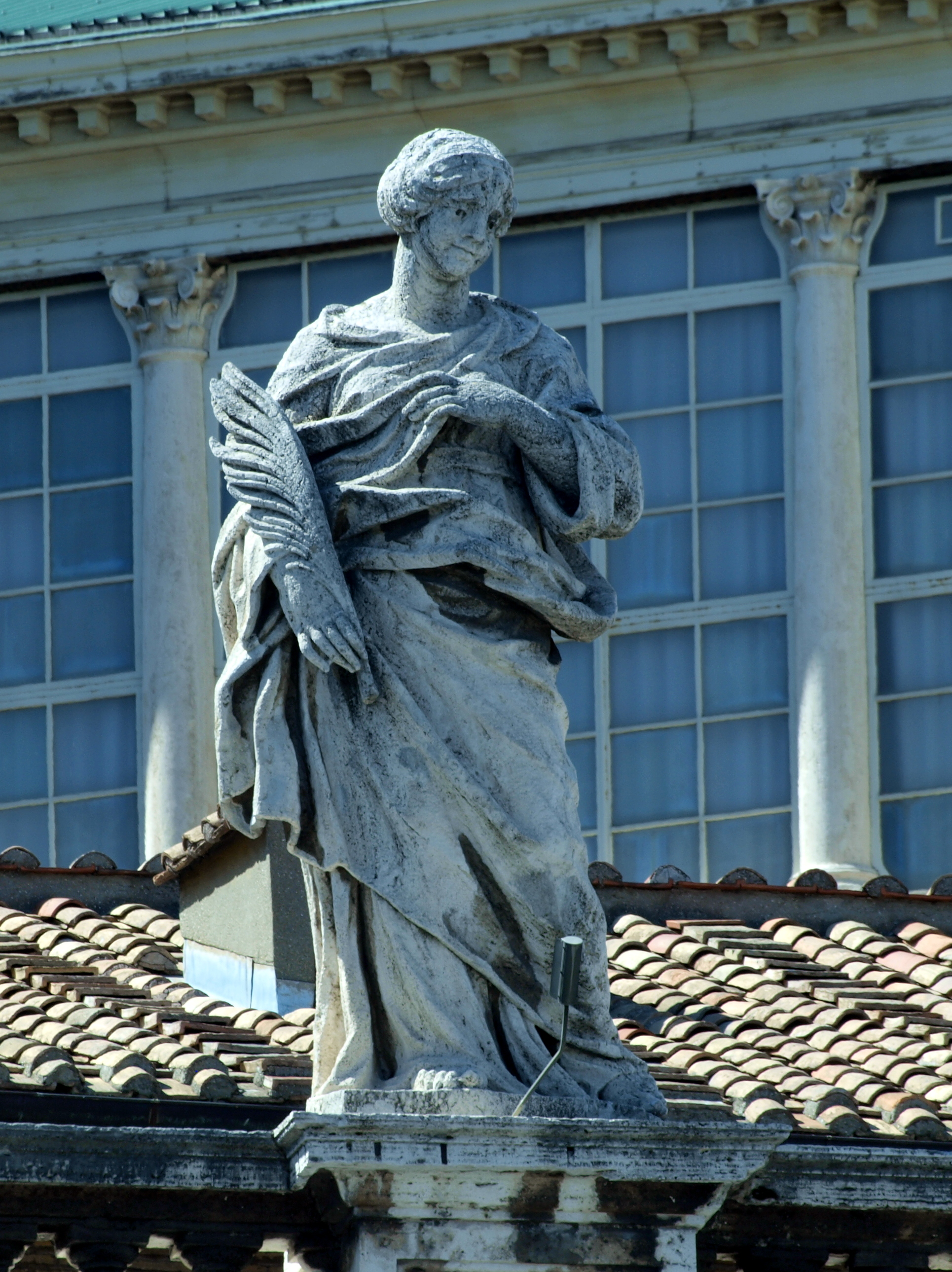
Socha sv. Kolumby na kolonádě na náměstí sv. Petra ve Vatikánu

Svatá Kolumba ze Sens (257, Španělsko – 273, Sens) byla patricijka, která konvertovala ke křesťanství a zemřela jako mučednice.

## Hagiografie
Pocházela z bohaté a pohanské rodiny. Když jí bylo 16 let konvertovala ke křesťanství. Po přijetí křtu, utekli s ostatními křesťany ze Španělska, aby unikly pronásledování císaře Aureliana, a přestěhovali se do Sens ve Francii. Byla sledována a zavřena do vězení.
Legenda praví, že když byla Kolumba ve vězení, stráž se jí pokusila znásilnit a medvěd, který měl představení v nedalekém amfiteátru, ji přiběhl na pomoc, napadl stráž a ona mohla utéct.
Později byl umučena z vůle císaře Aureliána, kolem roku 273; umučení se konalo ve městě Sens, v blízkosti fontány Azon.

## Kult
Tradice říká, že slepý muž jménem Aubertus získal zrak na přímluvu svaté Kolumby. Aubertus ji zato vystrojil slušný pohřeb. Na místě hrobu byla postavena kaple a později kolem roku 620 Chlotharem II. opatství Sainte-Colombe-lès-Sens.
V té době byla velmi velká úcta k této světici.
Kult svaté Kolumby přišel také do Rimini: říká se, že někteří obchodníci ze Sens, když cestovali Jaderským mořem, přinesli relikvii Svaté Kolumby a byli nuceni zakotvit v Rimini. Relikvii obdržel asi roku 313 Stemnio, biskup města, a byla umístěna v Riminské katedrále, pak věnované stejné světici.
V druhé polovině 16. století, biskup Rimini monsignore Castelli, šel do Sens kde mu bylo umožněno, aby si odebral část relikvií a přidal je k těm, které už byli v Rimini. Je pravděpodobné, že roku 600 se některé ostatky dostali do Atri, kde jsou uloženy v dřevěném relikviáři v podobě busty v kapitulním muzeu.
Její svátek je slaven 31. prosince.

## Zajímavosti a atributy
Stala se patronkou holubů. Traduje se že holubi chtěli ukrást pozůstatky panny a přinést je do Barijské katedrály.
Svatá Kolumba je zobrazována jako:
- dívka s korunou na hlavě a v řetězech
- bezhlavá dívka u fontány
- s knihou v ruce a perem
- s medvědem nebo psem na vodítku
- princezna s holubicí v ruce